# Jeff Pezzati
Jeff Pezzati est un musicien de punk rock américain.
Il commence sa carrière à Chicago en tant que chanteur et leader du groupe de punk rock Naked Raygun. Steve Albini, grand amateur de ce groupe, le convainc de le rejoindre en tant que bassiste dans son groupe Big Black, avec lequel il participera à l'enregistrement de plusieurs maxis,, avant d'être remplacé par Dave Riley.
Plus récemment, il a joué dans le groupe The Bomb et a également joué dans le documentaire What Poor Gods We Do Make: The Story and Music Behind Naked Raygun consacré à Naked Raygun ainsi que dans You Weren't There: A History of Chicago Punk 1977 to 1984.